# Johann Wildt (Politiker, 1937)
Johann Wildt (* 11. Juli 1937 in Zillingtal; † 10. September 1987) war ein österreichischer Politiker (ÖVP) und Landwirt. Er war von 1983 bis 1987 Abgeordneter zum Landtag von Niederösterreich.

## Leben
Wildt besuchte nach der Volksschule ein Gymnasium und absolvierte danach die bäuerliche Fachschule in Eisenstadt. Er war beruflich als Landwirt in Seibersdorf tätig.

## Politik
Zwischen 1965 und 1971 war er Bürgermeister in Seibersdorf sowie nach der Gemeindezusammenlegung zwischen 1972 und 1987 als Vizebürgermeister aktiv. Des Weiteren wirkte er als Bezirksparteiobmann und ab 1970 als Bezirksbauernkammerobmann. Wildt rückte am 1. Dezember 1983 für Franz Blochberger in den Niederösterreichischen Landtag nach, dem er bis zu seinem Tod angehörte.